# Chart polski
De chart polski is een hondenras dat oorspronkelijk afkomstig is uit Polen. De naam betekent letterlijk "Poolse windhond". De hond werd gefokt voor de jacht op hazen, vossen, herten en wolven. De eerste beschrijvingen dateren uit 1600, de eerste afbeeldingen uit 1800. Mogelijk is het ras gefokt in navolging van de Aziatische Saluki. De chart polski is in Polen sinds 23 februari 1986 officieel erkend.

## Uiterlijk
Het is een grote, gespierde, elegante hond. Een volwassen reu bereikt een schouderhoogte van 70 tot 80 centimeter, een volwassen teef blijft iets kleiner, de hoogte kan variëren tussen de 68 en 75 centimeter.

## Aard
De chart polski is een moedige en zelfbewuste hond met een groot uithoudingsvermogen, hij kan ook terughoudend, zachtaardig en rustig zijn. Bij de jacht kan hij meerennen naast de paarden. Hij is graag in de nabijheid van mensen, tegenover andere honden is hij zelfbewust.